# Andy Michner
Andy Michner (Ann Arbor, Míchigan, 27 de octubre de 1968) es un expiloto de carreras estadounidense. Participó en la  IndyCar Serie, NASCAR Craftsman Truck Series y en NASCAR Busch Serie. 

## Carrera deportiva
Es el actual récord de la carrera Sprint Car, la que fuera más rápida del mundo en un evento ocurrido en 1996 en el  Auto Club de los Estados Unidos de Phoenix, Arizona con 136.034 mph. Michner terminó dos veces en segundo lugar frente a Tony Stewart de NASCAR en la competición del Auto Club de los Estados Unidos y tiene 19 Premios USAC. Superó su Programa Indy 500 de Formación para Novatos, pero eligió no clasificarse para la carrera de Indianápolis 500 millas en 1996. 
En 1996 y 1997, Michner corrió una temporada parcial en la Serie de Camiones Craftsman de NASCAR como piloto de desarrollo de Chevrolet. Luego regresó a la serie Indy Car en 1998 con Konica / Syan Racing y consiguió el mejor resultado de su carrera en el octavo lugar en su primera carrera, las 500 millas de Indianápolis de 1998. Michner luego firmó con Factory Riley & Scott Reebok Indycar Team y  lideró el equipo en las últimas vueltas  del 1998 Longhorn 500 de Texas, pero no pudo terminar debido a un fallo del motor. En agosto de 1998, en Michigan International Speedway, se anunció que Michner había firmado un contrato de 3 años para conducir el Bayer Aleve, el Chevrolet Coca-Cola en la Serie Busch de NASCAR para BACE Motorsports. 
En octubre de 1998 tuvo un accidente mientras entrenaba en el Homestead-Miami Speedway  en una prueba de la Serie Busch de NASCAR. Las lesiones que sufrió terminaron con su carrera. Intentó clasificarse para las 500 Millas de Indianápolis de 1999 para Byrd Racing, pero no pudo salir al campo debido a la lluvia. Fue elegido para una entrada de Logan Racing en dos carreras en 2000 pero el auto no apareció en ninguna de las dos carreras.